# Literaturjahr 1999
Liste der Literaturjahre

◄◄ | ◄ | 1995 | 1996 | 1997 | 1998 | Literaturjahr 1999 | 2000 | 2001 | 2002 | 2003 | ► | ►►

Weitere Ereignisse

## Literaturpreise
- Nobelpreis für Literatur: Günter Grass

- Nebula Award

- Octavia E. Butler, Parable of the Talents, Kategorie: Bester Roman
- Ted Chiang, Story of Your Life, Geschichte deines Lebens, Kategorie: Bester Kurzroman
- Mary A. Turzillo, Mars Is No Place for Children, Kategorie: Beste Erzählung
- Leslie What, The Cost of Doing Business, Kategorie: Beste Kurzgeschichte
- M. Night Shyamalan, The Sixth Sense, The Sixth Sense, Kategorie: Bestes Drehbuch

- Hugo Award

- Connie Willis, To Say Nothing of the Dog, Die Farben der Zeit, Kategorie: Bester Roman
- Greg Egan, Oceanic, Ozeanisch, Kategorie: Bester Kurzroman
- Bruce Sterling, Taklamakan, Taklamakan, Kategorie: Beste Erzählung
- Michael Swanwick, The Very Pulse of the Machine, Der Puls der Maschine, Kategorie: Beste Kurzgeschichte

- Locus Award

- Connie Willis, To Say Nothing of the Dog, Die Farben der Zeit, Kategorie: Bester SF-Roman
- George R. R. Martin, A Clash of Kings, Königsfehde, Kategorie: Bester Fantasy-Roman
- Stephen King, Bag of Bones, Sara, Kategorie: Bester Dark Fantasy/Horror-Roman
- Nalo Hopkinson, Brown Girl in the Ring, Kategorie: Bester Erstlingsroman
- Greg Egan, Oceanic, Ozeanisch, Kategorie: Bester Kurzroman
- Greg Egan, The Planck Dive, Kategorie: Beste Erzählung
- Bruce Sterling, Taklamakan, Taklamakan, Kategorie: Beste Erzählung (zwei Mal vergeben)
- Bruce Sterling, Maneki Neko, Kategorie: Beste Kurzgeschichte
- Avram Davidson,herausgegeben von: Robert Silverberg & Grania Davis, The Avram Davidson Treasury, Kategorie: Beste Sammlung
- Robert Silverberg, Legends, Kategorie: Beste Anthologie

- Kurd-Laßwitz-Preis

- Andreas Eschbach, Das Jesus Video, Kategorie: Bester Roman
- Marcus Hammerschmitt, Wüstenlack, Kategorie: Beste Kurzgeschichte/Erzählung
- Ian McDonald, Narrenopfer, Kategorie: Bestes ausländisches Werk
- Harry Rowohlt, Kategorie: Bester Übersetzer
- Rudi Schweikert für die Neuedition von Kurd Laßwitz, Auf zwei Planeten, Sonderpreis

- Philip K. Dick Award

- Stephen Baxter, Vacuum Diagrams, Vakuumdiagramme

- Booker Prize: J. M. Coetzee, Disgrace
- Cervantespreis: Jorge Edwards
- Georg-Büchner-Preis: Arnold Stadler
- Friedenspreis des Deutschen Buchhandels: Fritz Stern
- Ingeborg-Bachmann-Preis: Terézia Mora, Der Fall Ophelia
- Kurd-Laßwitz-Preis: Andreas Eschbach für Das Jesus Video
- Finlandia-Preis: Kristina Carlson, Maan ääreen
- Danuta Gleed Literary Award: Dennis Bock, Olympia
- Floyd S. Chalmers Award in Ontario History: Charlotte Gray,[1] Sisters in the Wilderness
- Hubert Evans Non-Fiction Prize: Peter C. Newman, Titans: How the New Canadian Establishment Seized Power
- Journey Prize: Alissa York, The Back of the Bear’s Mouth
- Prix Goncourt: Jean Echenoz, Je m'en vais
- National Book Award:[2] Ha Jin, Warten (Fiction); John W. Dower: Embracing Defeat: Japan in the Wake of World War II (Nonfiction); Ai, Vice: New & Selected Poems (Poetry); Kimberly Willis Holt, Sommerblues (Young People’s Literature)

## Neuerscheinungen

### Belletristik
- Am Abgrund – Wolfgang Hohlbein
- Am kürzeren Ende der Sonnenallee – Thomas Brussig
- Anweisungen an die Krokodile – António Lobo Antunes
- Arnes Nachlaß – Siegfried Lenz
- Atlantis – Stephen King
- Ausweitung der Kampfzone – Michel Houellebecq
- Der Besuch des Leibarztes – Per Olov Enquist
- Blueprint – Charlotte Kerner
- Border Guards – Greg Egan
- Chaos – David Mitchell
- Das Comeback – Michael Connelly
- Cryptonomicon – Neal Stephenson
- David Tage, Mona Nächte – Andreas Steinhöfel / Anja Tuckermann
- Dunkel – Wolfgang Hohlbein
- Eiersalat – Eine Frau geht seinen Weg – Helge Schneider
- Die falsche Fährte – Henning Mankell
- Feuerturm – Ben Nevis
- Fortunas Tochter – Isabel Allende
- The Green Mile – Stephen King
- Das grobmaschige Netz – Håkan Nesser
- Harry Potter und der Gefangene von Askaban – Joanne K. Rowling
- Das Haus der Schwestern – Charlotte Link
- Ich knall euch ab! – Morton Rhue
- Im Krug zum grünen Walfisch – James Krüss (postum)
- Jede Menge Ärger – Big Trouble – Dave Barry
- Krieg der Engel – Wolfgang Hohlbein
- Luna Lunera – Rosa Regàs
- Das Mädchen – Stephen King
- Mahlers Zeit – Daniel Kehlmann
- Mangans Vermächtnis – Brian Moore
- Mason & Dixon – Thomas Pynchon
- Die Mauer steht am Rhein – Christian v. Ditfurth
- Mein Jahrhundert – Günter Grass
- Die Mühle am Fluss – Roy Jacobsen
- Die Naziliteratur in Amerika – Roberto Bolaño
- Q – Luther Blissett
- Qual – Greg Egan
- Regenroman – Karen Duve
- Salzwasser – Charles Simmons
- Schande – J. M. Coetzee
- Shadows – Tim Bowler
- Silentium! – Wolf Haas
- Sonja (NA) – Luise F. Pusch
- Das Testament – John Grisham
- Timbuktu – Paul Auster
- Timeline – Michael Crichton
- Der Tod des Maßschneiders – Hilal Sezgin
- Die Türkin – Martin Mosebach
- Vampir im Internet – André Minninger
- Das verschollene Bild – Michael Frayn
- Die wahre Geschichte des Jacob Wunschwitz – László Márton
- Weißer Kranich über Tibet – Federica de Cesco
- Witwe für ein Jahr – John Irving
- Zum Abschied vom Vater – Robert Riedl
- Das zweite Herz – Michael Connelly

### Sachliteratur
- The Bewitching of Anne Gunter – James Sharpe
- Kluge Macht – Ernst-Otto Czempiel
- Luftkrieg und Literatur – W. G. Sebald
- One Thousand Roads to Mecca – Michael Wolfe
- El supermercado de las sectas – Rius

### Drama
- Das Ende vom Anfang (dEA) – Seán O’Casey

### Bilderbuch
- The Bear Went Over the Mountain – John Prater
- Humphrey’s Corner – Sally Hunter
- Jetzt bin ich dran (dEA) – Helen Cooper

## Geboren
- 24. September: Raphael Müller, deutscher Schriftsteller

## Gestorben
- 02. Januar: Sebastian Haffner, deutscher Buchautor und Journalist (* 1907)
- 11. Januar: Brian Moore, irisch-kanadischer Schriftsteller und Drehbuchautor (* 1921)
- 27. Januar: Gonzalo Torrente Ballester, spanischer Schriftsteller (* 1910)
- 29. Januar: David Ricardo Williams, kanadischer Jurist, Historiker und Schriftsteller (* 1923)
- 08. März: Adolfo Bioy Casares, argentinischer Schriftsteller (* 1914)
- 13. März: Gary Jennings, US-amerikanischer Schriftsteller (* 1928)
- 19. März: José Agustín Goytisolo, spanischer Dichter (* 1928)
- 09. Mai: Jürgen Fuchs, deutscher Bürgerrechtler und Schriftsteller (* 1950)
- 14. Mai: Grete Weil, deutsche Schriftstellerin (* 1906)
- 01. Juni: Gert Ledig, deutscher Schriftsteller (* 1921)
- 21. Juni: Karl Krolow, deutscher Schriftsteller (* 1915)
- 08. Juli: Günter Caspar, Cheflektor des Aufbau Verlages (* 1924)
- 22. August: Sheila Och, Kinderbuchautorin (* 1940)
- 23. August: James White, irischer Autor (* 1928)
- 25. September: Marion Zimmer Bradley, US-amerikanische Schriftstellerin (* 1930)
- 11. Oktober: Fakir Baykurt, türkischer Pädagoge und Schriftsteller (* 1929)
- 12. Oktober: Udo Steinke, deutscher Schriftsteller (* 1942)
- 18. Oktober: Herbert Heckmann, deutscher Schriftsteller (* 1930)
- 19. Oktober: Nathalie Sarraute, französische Schriftstellerin (* 1900)
- 21. Oktober: Horst Krüger, deutscher Schriftsteller (* 1919)
- 27. Oktober: Rafael Alberti, spanischer Dichter (* 1902)
- 30. Oktober: Detlev Meyer, deutscher Dichter (* 1948)
- 06. November: George V. Higgins, US-amerikanischer (Krimi-)Schriftsteller (* 1939)
- 23. November: Giulio Cisco, italienischer Journalist und Schriftsteller (* 1920)
- November: Klaus Staemmler, deutscher Autor und Übersetzer polnischer Literatur (* 1921)
- 02. Dezember: Matt Cohen, kanadischer Schriftsteller und Übersetzer (* 1942)
- 12. Dezember: Joseph Heller, US-amerikanischer Schriftsteller (* 1923)
- 13. Dezember: Ian Watt, britischer Literaturkritiker und Literaturhistoriker (* 1917)
- 18. Dezember: Hans Ernst Schneider, deutscher Literaturwissenschaftler (* 1909)